# 呉善華
呉 善華（オ・ソンファ、1959年6月 - ）は、大韓民国の日本文学研究者。ソウル出身。
専門は近代日本文学で、主に宮沢賢治の作品に見える法華思想について多数の論文を発表している。著書に、『宮沢賢治の法華文学ー彷徨する魂』（2000年2月東海大学出版会刊行）があり、他学術誌「国文学解釈と鑑賞」などに論文・報告文・新刊紹介文・文献目録稿等を多数掲載。宮沢賢治関連の講演会なども行っている。2005年4月韓国に帰国。

## 来歴
- 1982年2月 - 韓国国際大学（現 西京大学校）日本語日本文学科 卒業。
- 1984年2月 - 建国大学校大学院日本語日本文学科 卒業。
- 1984年3月～1988年2月 - 国際大学日本語日本文学科非常勤講師。
- 1984年9月～1986年8月 - 仁川専門大学日本語学科非常勤講師。
- 1987年3月～1988年2月 - 建国大学校師範大学 日本語教育学科非常勤講師。
- 1988年4月 - 日本の文部省招請奨学生として来日。
- 1998年3月 - 博士（文学）（東海大学）の学位取得。
- 1998年9月～2005年3月 - 東海大学外国語教育センター 非常勤講師（コリア語）

## 著書
- 1.「西田良子著『宮沢賢治『銀河鉄道の夜』を読む』」(新刊紹介) 2004.9 『国文學解釋と鑑賞』, 至文堂
- 2.「宮沢賢治と『二十六夜』におけるカルマ」(講演90分ㆍ質疑応答30分) 2004. 月日不明, 鎌倉賢治の会
- 3.「『二十六夜』におけるカルマ」(論文) 2003.9 『国文學解釋と鑑賞』, 至文堂
- 4.「韓国における宮沢賢治」(報告文) 2003.9 『国文學解釋と鑑賞』, 至文堂
- 5.「奥田弘著『宮沢賢治ー研究資料探索』」(新刊紹介) 2003.5 『国文學解釋と鑑賞』, 至文堂
- 6.「宮沢賢治と私」(講演90分ㆍ質疑応答30分) 2001.11.17 鎌倉賢治の会
- 7.「宮沢賢治と法華文学への道」(講演60分ㆍ質疑応答30分) 2001.11.11 東海大学日本文学科主催
- 8.「『グスコ─ブドリの伝記』ーノンフィクション｢人間ネネムの伝記ー』」(報告文) 2001.8 『国文學解釋と鑑賞』, 至文堂
- 9.『宮沢賢治の法華文学ー彷徨する魂ー』 (A5判, 全460ページ, 単行本) 2000.2 東海大学出版会  ＊平成11年度文部省科学研究費補助金「研究成果公開促進費（一般学術図書）」交付による出版物
- 10.「『銀河鉄道の夜』ー生も歓喜, 死も歓喜のドラマー」(論文) 2000.2 『国文學解釋と鑑賞』, 至文堂
- 11.「｢宮沢賢治と非暴力への道ー『ポラーノの広場』をめぐりー(下)」(論文) 2000.1 『近代文学注釈と批評)』東海大学大学院注釈と批評の会
- 12.「宮沢賢治の法華文学ー『銀河鉄道の夜』をめぐりー」(論文) 1999.3 『湘南文学』, 東海大学日本文学会
- 13.「宮沢賢治と法華文学ー『銀河鉄道の夜』を中心にー」(口頭発表) 1998.12.10 東海大学日本文学会主催
- 14.『宮沢賢治の法華文学ー彷徨する魂ー』 (A4印刷製本, 全620ページ) 1997.10 東海大学大学院文学研究科博士論文
- 15.「『銀河鉄道の夜』ー生と死の狭間ー」(論文) 1997.8 『鎌倉ㆍ賢治』, 鎌倉賢治の会
- 16.「清水正著『宮沢賢治ㆍ憤怒とダンディズム』、『宮沢賢治ㆍ終末と創世の秘儀』」(新刊紹介) 1997.4 『国文學解釋と鑑賞』, 至文堂
- 17.「宮沢賢治と非暴力への道ー『ポラーノの広場』をめぐりー(中)」(論文) 1997.3 『近代文学注釈と批評)』東海大学大学院注釈と批評の会
- 18.「最新における宮沢賢治の展望ー一九九〇年以降を中心としてー」(研究報告) 1996.12 『国文学言語と文芸』, 桜楓社
- 19.「『注文の多い料理店』『鹿踊りのはじまり』文献目録稿」(文献目録稿) 1996.12 『国文学言語と文芸』, 桜楓社
- 20.「『よだかの星』ー生と死の狭間ー」(論文) 1996.11 『国文學解釋と鑑賞』, 至文堂
- 21.「宮沢賢治ㆍ法華文学をめざした詩人」(紹介文) 1996.7 『潮』, 潮出版社
- 22.「米田利昭著『宮沢賢治の手紙』」(新刊紹介) 1996.5 『国文學解釋と鑑賞』, 至文堂
- 23.「宮沢賢治と農村への道」(論文) 1995.9 『国文学言語と文芸』, 桜楓社
- 24.「『津軽海峡』ー彷徨する魂ー」(論文) 1995.9 『国文學解釋と鑑賞』, 至文堂
- 25.「宮沢賢治と非暴力への道ー『ポラーノの広場』をめぐりー(上)」(論文) 1995.7 『近代文学注釈と批評)』東海大学大学院注釈と批評の会
- 26.「『雁の童子』論ー西域への憧憬」(論文) 1994.3 『湘南文学』, 東海大学日本文学会
- 27.「宮沢賢治『二十六夜』論」(論文) 1994.1 『近代文学注釈と批評)』東海大学大学院注釈と批評の会
- 28.「宮沢賢治『よだかの星』論」(論文) 1993.3 『湘南文学』, 東海大学日本文学会
- 29.「宮沢賢治『なめとこ山の熊』論」(論文) 1992.12 『東海大学50周年記念留学生会誌』, 東海大学留学生会
- 30.「宮沢賢治『貝の火』論」(論文) 1992.3 『湘南文学』, 東海大学日本文学会
- 31.「青江舜二郎著『宮沢賢治ー修羅に生きるー』」(図書紹介) 1991.6 『国文學解釋と鑑賞』, 至文堂
- 32.「韓国における宮沢賢治ー私を通してー」(報告文) 1991.6 『国文學解釋と鑑賞』, 至文堂
- 33.「宮沢賢治『ポラーノの広場』論」(論文) 1990.3 『湘南文学』, 東海大学日本文学会
- 34.『宮沢賢治の法華文学についての一考察ー童話に見る法華經思想をめぐりー 』(A4製本, 全61ページ) 1983.11 韓国建国大学校大学院日本語日本文学科修士論文